# Sahibabad Daulat Pur
Sahibabad Daulat Pur là một thị trấn thống kê (census town) của quận North West thuộc bang Delhi, Ấn Độ.

## Nhân khẩu
Theo điều tra dân số năm 2001 của Ấn Độ, Sahibabad Daulat Pur có dân số 35.977 người. Phái nam chiếm 57% tổng số dân và phái nữ chiếm 43%. Sahibabad Daulat Pur có tỷ lệ 52% biết đọc biết viết, thấp hơn tỷ lệ trung bình toàn quốc là 59,5%: tỷ lệ cho phái nam là 61%, và tỷ lệ cho phái nữ là 40%. Tại Sahibabad Daulat Pur, 19% dân số nhỏ hơn 6 tuổi.